# Charilaos Trikoupis

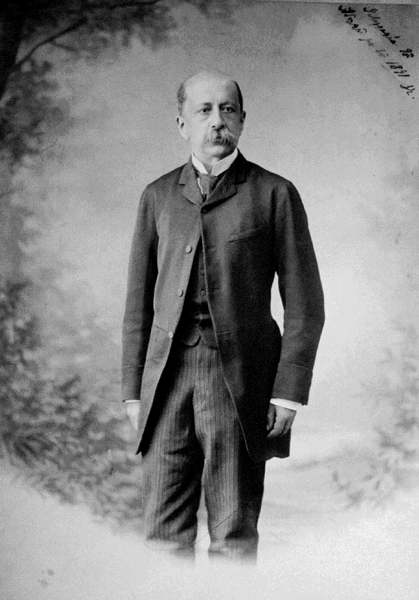
Charilaos Trikoupis – Athen, Photographic Archive of Hellenic Literary and Historical Museum

Charilaos Trikoupis (griechisch Χαρίλαος Τρικούπης; * 11. Juli 1832 in Nafplion, Argolis; † 30. März 1896 in Cannes) war ein griechischer Politiker und Ministerpräsident.

## Familie, Studium und berufliche Laufbahn
Trikoupis war der Sohn von Spyridon Trikoupis, der von Februar bis Oktober 1833 ebenfalls Ministerpräsident war. Seine Mutter Ekaterini Mavrokordatou war die Schwester des mehrmaligen Ministerpräsidenten Alexandros Mavrokordatos.
Nach dem Schulbesuch absolvierte er an den Universitäten von Athen und Paris Studien der Rechtswissenschaften sowie der Literaturwissenschaften. Nach der Promotion zum Doctor Iuris trat er 1852 in den Diplomatischen Dienst und wurde Attaché an der Gesandtschaft in London. 1863 erfolgte seine Ernennung zum Geschäftsträger (Chargé d’Affaires) an der Gesandtschaft in London. Nach dem Abschluss der Verhandlung mit dem Vereinigten Königreich über die Abtretung der Ionischen Inseln an Griechenland kehrte er 1865 nach Griechenland zurück.

## Politische Laufbahn

### Abgeordneter, Minister und Parteigründer
Trikoupis begann seine politische Laufbahn im gleichen Jahr mit der Wahl zum Abgeordneten der Nationalversammlung (Voulí ton Ellínon). Von Juni bis Dezember 1866 war er Außenminister im fünften Kabinett von Dimitrios Voulgaris.
Trikoupis gründete 1872 seine eigene Partei, die so genannte „Fünfte Partei“ (Pempto Komma). Am 29. Juni 1874 veröffentlichte er ein politisches Manifest mit dem Titel „Wer ist der Schuldige?“ (Τις Πταίει;) in der Tageszeitung „Kairoi“, in dem er König Georg I. für die politische Misere des Landes verantwortlich machte. Insbesondere kritisierte er die gegen die Wahlergebnisse sprechenden Ernennungen der Ministerpräsidenten durch den König und die daraus resultierende politische Instabilität. Aufgrund des Manifestes war er vorübergehend in Haft.

### Siebenmaliger Ministerpräsident (1875 bis 1895)

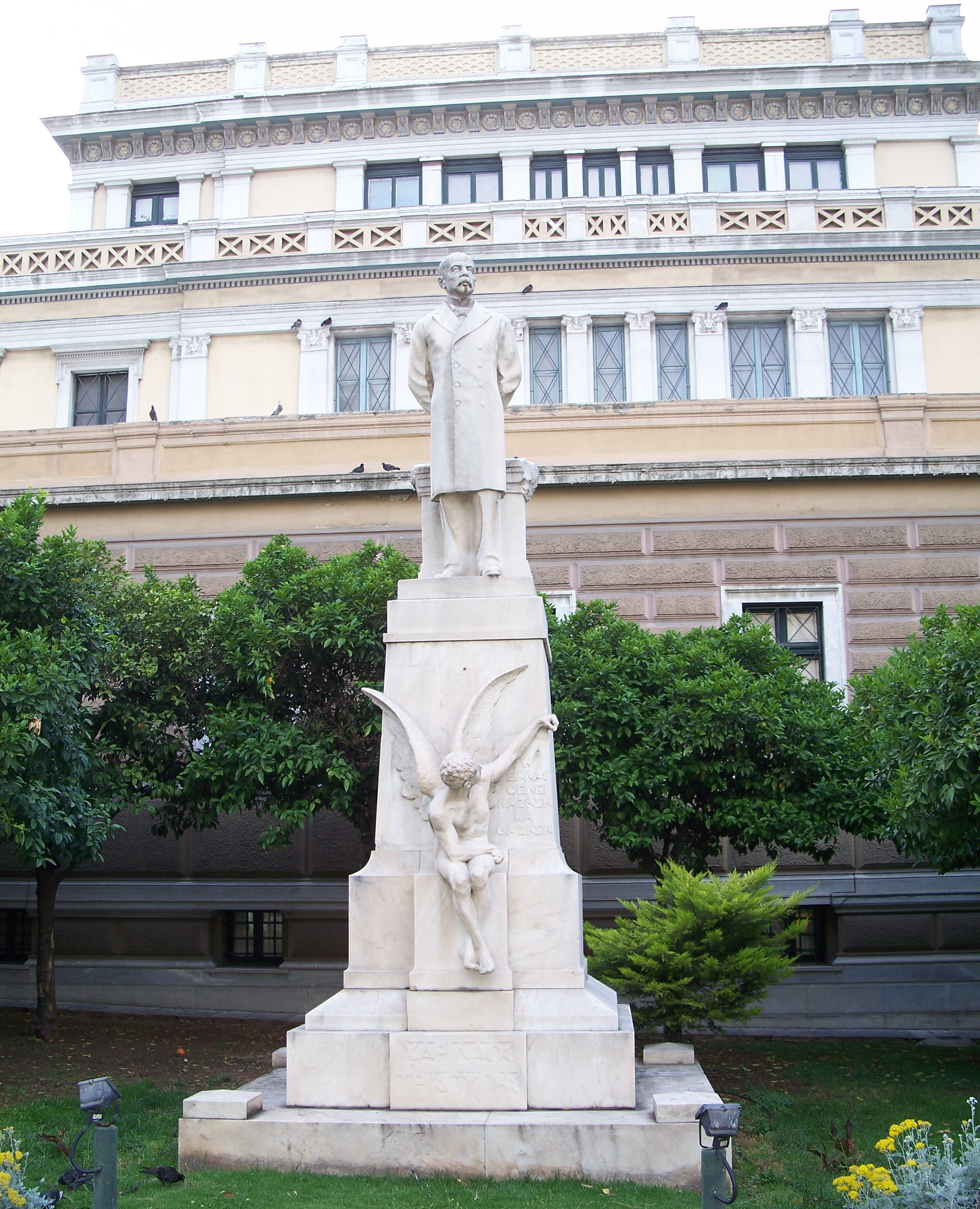
Statue von Charilaos Trikoupis beim griechischen Parlament

Als Vorsitzender einer Neuen Reformpartei (Νεωτεριστικόν Κομμα, ΝΚ) konnte er ein Jahr darauf eine Mehrheitskoalition in der Nationalversammlung bilden und wurde darauf von König Georg I. nur ungern am 8. Mai 1875 zum Ministerpräsidenten ernannt. In dieser ersten Amtszeit wurde ein Wahlrechtsreform verabschiedet, die vorsah, dass der König den Vorsitzenden der parlamentarischen Mehrheitsfraktion zum Ministerpräsidenten ernennen musste. Dies führte jedoch dazu, dass sich bald ein faktisches Zwei-Parteien-System aus der Neuen Reformpartei um Trikoupis auf der einen und der konservativen Nationalistischen Partei (Κόμμα Εθνικόφρονων, ΚΕ) um Alexandros Koumoundouros auf der anderen Seite bildete. Die Bildung von Koalitionen mit kleineren Partei sowie notwendige Nachwahlen führten jedoch dazu, dass in den folgenden sechs Jahren zwölf Regierungen amtierten.
Bei den Parlamentswahlen vom 4. Oktober 1875 verlor jedoch die Neue Reformpartei ihre Mehrheit, so dass Trikoupis am 27. Oktober als Ministerpräsident zurücktrat.
Im fünften Kabinett von Konstantinos Kanaris war er von Juni bis September 1877 erneut Außenminister.
Vom 2. bis 7. November 1878 und vom 22. März bis 25. Oktober 1880 war er wiederum Ministerpräsident von Übergangsregierungen. Am 15. März 1882 wurde er erneut Ministerpräsident und begann alsbald mit der Umsetzung seiner Reformpolitik. Dabei versuchte er zunächst eine stabilere Haushaltspolitik durchzusetzen sowie den ansteigenden Wohlstand des Landes durch den Bau von Straßen, Eisenbahnen und Häfen zu nutzen. Eines der großen Projekte war dabei der Beginn des Baus des Kanals von Korinth. Ein weiteres Projekt, das aufgrund der technischen Möglichkeiten der damaligen Zeit jedoch nur eine Vision blieb, war der Bau einer Brücke über den Golf von Korinth zur Verbindung der Städte Rio und Andirrio. Der Bau dieser Brücke wurde erst 1998 begonnen und 2004 abgeschlossen und sie wurde ihm zu Ehren Charilaos-Trikoupis-Brücke benannt. Trotz dieser Reformansätze blieb Griechenland jedoch im auslaufenden 19. Jahrhundert ein armes und rückständiges Land. Seine relativ stabile Regierung blieb bis zu seinem Rücktritt am 1. Mai 1885 nach der Niederlage bei den Parlamentswahlen im Amt.
Allerdings konnte er vom 21. Mai 1886 bis zum 5. November 1890 als Ministerpräsident seine wirtschaftlichen und finanzpolitischen Reformen weiter fortführen. Während dieser Amtszeit unterstützte er auch die Modernisierung der Marine durch seinen Marineminister Georgios Theotokis.
Am 22. Juni 1892 wurde er dann zum sechsten Mal Ministerpräsident. Zu diesem Zeitpunkt war das Staatsbudget aufgrund von hohen Ausgaben und systematischer Korruption vollständig verbraucht, wobei dies oftmals auf Wahlkampfversprechen der Parteien zurückzuführen war. Seine Regierungserklärung fasste die damalige Situation mit den Worten „Bedauerlicherweise sind wir bankrott“ («Δυστυχώς επτωχεύσαμεν.»). Da er die Auslandsanleihen einstellte und alle nicht notwendigen Ausgaben beschnitt, musste er jedoch am 15. Mai 1893 als Ministerpräsident zunächst erneut zurücktreten.
Allerdings wurde Trikoupis nach einer Übergangsregierung von Sotirios Sotiropoulos bereits am 11. November 1893 zum siebten und letzten Mal zum Ministerpräsidenten ernannt. Während dieser Amtszeit begannen die Planungen für die Olympischen Sommerspiele 1896 in Athen. Trikoupis war allerdings zunächst gegenüber dieser Wiederbelebung der Olympischen Spiele skeptisch und befürchtete dabei besonders, dass Griechenland die Kosten nicht tragen könnte. Schließlich war er jedoch von der olympischen Idee überzeugt und traf die notwendigen Vorkehrungen als Gastgeber der ersten Olympischen Spiele der Neuzeit. In seiner letzten Amtszeit versuchte er darüber hinaus vergeblich, Absprachen mit den ausländischen Kreditgebern zu treffen. Schließlich führte die von ihm vorgesehene Steuererhöhung zu großen Anfeindungen und schließlich am 24. Januar 1895 zu seinem Rücktritt als Ministerpräsident.
Bei den kurz darauf stattgefundenen Wahlen zur Nationalversammlung erlitt seine Neue Reformpartei erhebliche Stimmenverluste. Aufgrund seiner angeschlagenen Gesundheit sowie privater Schulden scheiterte sogar seine Wiederwahl zum Abgeordneten. Daraufhin zog er sich aus dem politischen Leben zurück und starb am 30. März 1896 in Cannes.
Nach der Überführung seines Leichnams erfolgte seine Beisetzung in Athen.

## Biographische Quellen und Hintergrundinformationen

### Biographische Quellen
- Deutschsprachige Biographie
- Englischsprachige Biographie
- Französischsprachige Biographie

### Hintergrundinformationen
- Evi Koukouraki: Von den griechischen Befreiungskriegen bis in die Gegenwart: Geschichte des jungen Griechenlands. 2003
- The Introduction to the Parliamentary politics in Hellas
- The Greek Economy 1833–1897